# Murshidabad (district)
Murshidabad is een district van de Indiase staat West-Bengalen. Het district telt 5.863.717 inwoners (2001) en heeft een oppervlakte van 5324 km². Langs de noordoostelijke grens van het district stroomt de Ganges, die zich op deze plaats vertakt in de Padma (die de grens vormt tussen Murshidabad en Bangladesh) en de Hooghly (die verder zuidwaarts stroomt door het hart van het district). De hoofdstad van het district is Berhampore (ook wel Baharampur genoemd). Een belangrijke historische stad is Murshidabad.
Hoofdstad: Calcutta (Kolkata)
Districten:
Divisie Bardhaman: Birbhum · Hooghly · Paschim Bardhaman · Purba Bardhaman
Divisie Jalpaiguri: Alipurduar · Cooch Behar · Darjeeling · Jalpaiguri · Kalimpong
Divisie Malda: Dakshin Dinajpur · Malda · Murshidabad · Uttar Dinajpur
Divisie Medinipur: Bankura · Jhargram · Paschim Medinipur · Purba Medinipur · Purulia
Presidency divisie: Calcutta · Dakshin 24 Parganas · Haora · Nadia · Uttar 24 Parganas